# Xu Chen
Xu Chen (kinesiska: 徐 晨), född den 29 november 1984 i Changzhou, Kina, är en kinesisk badmintonspelare. Vid badmintonturneringen i mixeddubbel under OS 2012 i London deltog han för Kina tillsammans med Ma Jin och tog silver.